# Redtop Peak
Der Redtop Peak ist ein 935 Meter hoher Berg im Süden des australischen Bundesstaates Tasmanien.
Er liegt am Nordwestende der Frankland Range über dem Lake Pedder und am Südwestende der Madonna Ridge. Östlich anschließend liegt The Cupola.